# Martin Lowry

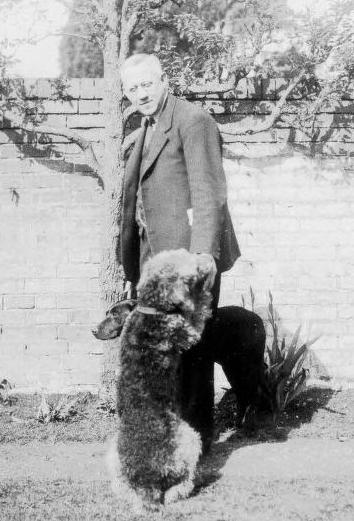
Martin Lowry.

Thomas Martin Lowry CBE FRS (/ˈlaʊri/ (/ ˈlaʊri /; (26/10/1874 - 02/11/1936) là một nhà hóa học vật lý người Anh đã phát triển thuyết acid-base Brønsted-Lowry cùng một lúc và độc lập với Johannes Nicolaus Brønsted. Ông là thành viên sáng lập và là Chủ tịch (1928–1930) của Hội Faraday.

## Tiểu sử
Lowry sinh ra ở Low Moor, Bradford, West Yorkshire, Anh, trong một gia đình người Cornish. Ông là con trai thứ hai của Mục sư E. P. Lowry. Ông được đào tạo tại trường Kingswood, Bath, Somerset, và sau đó tại trường Cao đẳng Kỹ thuật Trung ương ở South Kensington. Trong những năm đó, ông nhận ra rằng ông muốn trở thành một nhà hóa học. Ông học hóa học dưới thời Henry Edward Armstrong, một nhà hóa học người Ông có sở thích chủ yếu trong hóa học hữu cơ nhưng cũng bao gồm bản chất của các ion trong dung dịch nước. Từ năm 1896 đến năm 1913, Lowry là trợ lý cho Armstrong, và từ năm 1904 đến năm 1913, ông là giảng viên về hóa học tại trường Cao đẳng Huấn luyện Westminster. Năm 1913, ông được bổ nhiệm làm trưởng bộ phận hóa học tại Bệnh viện Y khoa Guy và trở thành giáo viên hóa học đầu tiên trong một Trường Y được thành lập bởi Giáo sư Đại học tại Đại học Luân Đôn. Từ năm 1920 đến khi qua đời, Lowry từng là chủ tịch hóa học vật lý tại Đại học Cambridge. Ông kết hôn với một con gái của Đức cha C. Wood vào năm 1904 và đã sống sót bởi góa phụ của ông, hai con trai và một con gái.
Kể từ khi thành lập Hội Faraday vào năm 1903, Lowry đã là thành viên tích cực của nó và phục vụ như là chủ tịch của nó giữa năm 1928 và 1930. Năm 1914 ông được bầu là một thành viên của Hội Hoàng gia. Trong và sau Thế Chiến thứ Nhất, Lowry đã hành động như giám đốc làm vỏ (1917–1919) và làm việc cho Ủy ban Chiến tranh Trench, Ủy ban Chiến tranh Hóa học và Ủy ban Vũ khí. Đối với dịch vụ này, ông được trao Huân chương của Đế quốc Anh và Trật tự các Thánh Maurice và Lazarus.

## Nghiên cứu
Năm 1898, Lowry ghi nhận sự thay đổi về luân chuyển quang học trên nitro-d-long não theo thời gian và phát minh ra thuật ngữ đột biến để mô tả hiện tượng này. Ông đã nghiên cứu những thay đổi trong luân chuyển quang học gây ra bởi các phản ứng xúc tác axit và cơ sở của các dẫn xuất camphor. Điều này dẫn đến năm 1923 để xây dựng định nghĩa proton của axit và base, bây giờ được gọi là Thuyết axit-base Brønsted-Lowry, độc lập với tác phẩm của Johannes Nicolaus Brønsted. Lowry xuất bản vài trăm bài báo và một vài cuốn sách. 1935 chuyên khảo của ông về "quang điện Rotatory" (1935) từ lâu đã được coi là một công việc tiêu chuẩn về đề tài này.